# Día Internacional de Recordación del Desastre de Chernóbil
El Día Internacional de Recordación del Desastre de Chernóbil es una jornada que se celebra anualmente el 26 de abril desde 2017, establecida por la Asamblea de las Naciones Unidas (ONU) el 8 de diciembre de 2016.

## Proclamación
El Día Internacional de Recordación del Desastre de Chernóbil fue proclamado por la Asamblea General de las Naciones Unidas el 8 de diciembre de 2016. Esta proclamación surgió como un reconocimiento a las consecuencias a largo plazo que aún persisten 30 años después del accidente. Se instó a la cooperación internacional, los Estados miembros, organismos del sistema de las Naciones Unidas, otras organizaciones internacionales y la sociedad civil a conmemorar este día, resaltando las demandas aún vigentes de las comunidades y territorios afectados.

## Celebración
Este día se celebra anualmente el 26 de abril, fecha que coincide con el aniversario del accidente ocurrido en 1986 en la ciudad de Chernóbil y que se convirtió en desastre nuclear. Comenzó a celebrarse en 2017 y la elección de este día busca mantener viva la memoria de las consecuencias del accidente y sus lecciones para la seguridad nuclear y el desarrollo sostenible. La celebración también sirve para recordar a las víctimas del desastre y reflexionar sobre cómo la cooperación internacional ha jugado y sigue jugando un papel crucial en la recuperación y el apoyo a las regiones afectadas.